# Glenn Plummer
Glenn E. Plummer (18 de agosto de 1961) es un actor de cine y televisión estadounidense.
Plummer nació en Richmond, California. Ha trabajado en varias películas y series de televisión, generalmente en papeles secundarios o cameos. Algunos de sus papeles más prominentes son en Menace II Society, Speed, Bones, Showgirls, South Central, The Day After Tomorrow, The Salton Sea y Saw II.  

## Filmografía
- 1987 – Hands of a Stranger – Willy Johnson
- 1988 – Funny Farm – Mickey
- 1988 – Colors – Clarence "High Top" Brown
- 1990 – Downtown – Valentine
- 1991 – Pastime – Tyrone Devray
- 1991 – Wedlock – Teal
- 1991 – Frankie and Johnny – Peter
- 1992 – South Central – Bobby
- 1992 – Trespass – Luther
- 1993 – Menace II Society – Pernell
- 1993 – The Fresh Prince of Bel-Air – Top Dog
- 1994 – Speed – Maurice (en los créditos como "Jaguar Owner")
- 1995 - Things to Do in Denver When You're Dead - Baby Sinister
- 1995 – Showgirls – James Smith
- 1995 – Strange Days – Jeriko One
- 1996 – The Substitute – Mr. Darrell Sherman
- 1997 – Speed 2: Cruise Control – Maurice
- 1997 – One Night Stand – George
- 1998 – Heist – Dipper
- 1998 – Thursday – Ice
- 2000 – Rangers – Shannon
- 2000 – The Corner (miniserie) – George "Blue" Epps
- 2000 – Love Beat the Hell Outta Me – Glenn
- 2001 – Knight Club – T-Dog
- 2001 – 100 Kilos – 'Freeway' Ricky Ross
- 2001 – Three Blind Mice – Warren Chambers
- 2002 – The Salton Sea – Bobby
- 2002 – Poolhall Junkies – Chico
- 2003 – Gang of Roses – Johnny Handsome
- 2003 – Road Dogs (también conocida como Road Kings) – Panther
- 2004 – The Day After Tomorrow – Luther
- 2005 – Saw II – Jonas
- 2005 – VooDoo Curse: The Giddeh – Profesor Jenkins
- 2005 – Brothers in Arms – Curly
- 2007 – ER – Desk clerk Timmy Rawlins (personaje habitual)
- 2007 – Dexter – Jimmy
- 2007 – King of Hollywood
- 2008 – The Longshots – Winston
- 2008 - Sons of Anarchy - Vic Trammel
- 2009 – Janky Promoters – Agente Ronnie Stixx
- 2010 - Ca$h - Glen el fontanero
- 2011 - Showgirls 2: Penny's from Heaven - James Smith